# عبدالكريم الحوثي
عبدالكريم أمير الدين حسين الحوثي (من مواليد 1979م) سياسي يمني من محافظة صعدة. هو وزير الداخلية اليمني في حكومة الإنقاذ الوطني برئاسة عبد العزيز بن حبتور التابعة للمجلس السياسي الأعلى في سلطة صنعاء منذ 10 نوفمبر 2018.